# Michael Steinbach
Michael Steinbach (n. 3 septembrie 1969, Überlingen, Republica Federală Germania, Germania) este un canotor german, medaliat olimpic. A participat la o ediție a Jocurilor Olimpice (1992) în care a câștigat o medalie de aur.

## Participări
Lista de mai jos prezintă principalele competiții la care a participat Michael Steinbach de-a lungul carierei.
- rowing at the 1992 Summer Olympics – men's quadruple sculls[*][4]